# ReLIFE
ReLIFE (リライフ Riraifu) là loạt webtoon Nhật Bản do Yayoiso So sáng tác và minh họa. Được đăng tải trên trang web Comico của NHN Japan kể từ ngày 12 tháng 10 năm 2013 cho đến ngày 16 tháng 3 năm 2018. Các chương webtoon đã được biên tập thành 15 tập manga, do Earth Star Entertainment xuất bản. Tại Việt Nam, phiên bản manga giấy đã được ZGroup phát hành dưới ấn hiệu Uranix, còn phiên bản webtoon đã được đăng tải trên trang web Comico Việt Nam.
Một bộ anime truyền hình chuyển thể gồm 13 tập, do TMS Entertainment sản xuất, được phát sóng bắt đầu từ ngày 2 tháng 7 năm 2016 cho đến ngày 24 tháng 9 năm 2016. Một bản chuyển thể phim live-action cùng tên đã được công chiếu tại Nhật Bản vào ngày 15 tháng 4 năm 2017 và công chiếu tại Việt Nam vào ngày 28 tháng 10 năm 2017.

## Cốt truyện
Câu truyện xoay quanh Kaizaki Arata, 27 tuổi và thất nghiệp sau khi bỏ việc tại công ty đầu tiên sau 3 tháng đi làm, với lý do là bởi vì nó "không phù hợp với tiềm năng của mình". Vì lẽ đó, anh cảm thấy khó khăn trong việc kiếm việc làm tại một công ty khác và thay vào đó làm việc bán thời gian ở một siêu thị mini. Một ngày, một người đàn ông bí ẩn tên là Yoake Ryō mang đến cho anh một cơ hội đổi đời và việc làm sau này nhưng trước hết anh cần trở thành một đối tượng thí nghiệm cho ReLIFE: một dự án khoa học nhằm làm anh trẻ lại 10 tuổi và đưa anh trở lại trường trung học phổ thông với tư cách là một học sinh lớp 12. Cuộc thí nghiệm được thực hiện với mục đích giúp các đối tượng tận hưởng quãng thời gian cấp 3 và sửa chữa lại những sai lầm trong quá khứ để hoàn thiện bản thân.

## Nhân vật

### Nhân vật chính
Kaizaki Arata (海崎 新太)
Lồng tiếng bởi: Ono Kenshō
Kaizaki Arata là người đàn ông thất nghiệp và 27 tuổi, anh sống nhờ tiền trợ cấp của ba mẹ. Mỗi khi phỏng vấn, anh luôn cho biết lý do mình bỏ công ty đầu tiên sau ba tháng vì " không thấy tiềm năng của mình tại nơi đó". Vì vậy, Arata vẫn chưa tìm được việc làm và phải làm việc bán thời gian tại cửa hàng tiện lợi. Một hôm, anh gặp được Yoake Ryo và được mời làm đối tượng thí nghiệm ReLIFE trong một năm. Trong 1 năm thí nghiệm, mọi chi phí sinh hoạt của Arata sẽ được chi trả bởi công ty làm dự án. Đồng thời anh sẽ có được việc làm ngay sau 1 năm tại công ty. Arata chấp thuận bản hợp đồng và uống viên thuốc giúp trẻ lại 10 tuổi và là đối tượng No.002. Anh đóng vai là một học sinh chuyển trường phổ thông Aoba năm 3 tại lớp 3-3 và tuyệt đối không được tiết lộ cho bất kỳ ai về dự án. Ngày đầu khai giảng, anh làm quen với Kariu, Oga, Chizuru và An. Anh là người có ảnh hưởng và liên kết mọi người xung quanh với nhau. Arata học rất tệ, bài kiểm tra luôn dưới trung bình nên Oga phải kèm và thi lại nhiều lần. Arata là một người chín chắn, luôn quan tâm đến người khác và giúp đỡ họ khi cần. Đôi lúc, vì quên mình đang đóng vai học sinh, anh nói chuyện và thuyết giảng bạn bè như một người trưởng thành. Anh rất quý mến nữ tiền bôi lúc trước của mình và hối hận trước những gì xảy ra với vị tiền bối quá cố. Đó cũng là lí do mà anh bỏ việc tại công ty cũ sau 3 tháng làm tập sự. Arata rất yêu mến mọi người và có tình cảm đặc biệt với Chizuru. Anh luôn muốn quãng thời gian ReLIFE này sẽ kéo dài mãi mãi và bạn bè xung quanh sẽ luôn nhớ đến anh sau khi thí nghiệm kết thúc.
Yoake Ryō (夜明 了)
Lồng tiếng bởi: Kimura Ryōhei
Yoake Ryo là một thành viên trong dự án ReLIFE. Cậu là người đã giới thiệu Arata làm đối tượng của dự án thí nghiệm và người giám sát Arata suốt 1 năm. Tại trường, Ryo đóng vai là học sinh phổ thông Aoba lớp 3-3 và luôn ở phía sau để quan sát đối tượng và thông báo về tình hình cho công ty. Ryo có nhiệm vụ phải báo cáo về Arata và những người chịu ảnh hưởng trong quan hệ với Arata. Anh là một người hiền lành khó đoán, luôn cẩn thận và can thiệp khi cần thiết. Ryo từng phải huấn luyện cùng Onoya An tại trường phổ thông suốt 2 năm để trở thành người giám sát và cậu thấy An vô cùng dễ thương và phiền phức.
Hishiro Chizuru (日代 千鶴)
Lồng tiếng bởi: Kayano Ai
Hishiro Chizuru là một nữ sinh lớp 3-3, học năm 3 tại trường phổ thông Aoba. Là đối tượng thử nghiệm No.001. Cô được coi là đối tượng thất bại trong lần ReLIFE đầu tiên tại Kanto. Vì thế cô được kéo dài thí nghiệm thêm 1 năm. Suốt 2 năm tại trường phổ thông, cô đều học đứng đầu khối. Đợt kiểm tra đầu học kỳ, Chizuru đạt điểm kiểm tra cao nhất nên được nhận chiếc ghim bạc và làm đại diện cho bên nữ của lớp. Vì Arata học tệ và còn giữ thói quen hút thuốc nên cô đặt biệt danh cho cậu là "4 điểm" hay "gã hút thuốc". Chizuru thông minh trong học tập và có thói quen hỏi giáo viên những câu hỏi cô không hiểu rõ. Nhưng cô lại khờ khạo trong giao tiếp hơn cả Oga và nhiều lúc không hiểu chuyện gì đang xảy ra giữa mọi người xung quanh. Vì vậy, trước khi gặp Arata, Chizuru không có bất kỳ người bạn nào do cô không biết phải chia sẻ cảm xúc ra sao. Chizuru vô cùng thẳng thắn nên cảm xúc của cô đều biểu hiện trên gương mặt của cô. Do đó, khi cô nở "nụ cười thân thiện" để kết bạn với Kariu, nó rất đáng sợ và Kariu tưởng Chizuru khinh bỉ cô. Arata chính là người bạn đầu tiên của cô và nhờ cậu, cô đã kết thêm nhiều bạn mới và học được nhiều điều trong giao tiếp. Về sau, Chizuru có cảm tình với Arata và đôi khi, Arata đã liên tưởng cô với hình bóng vị tiền bối quá cố của mình.
Onoya An (小野屋 杏)
Lồng tiếng bởi: Ueda Reina
Onoya An là nữ sinh chuyển trường học lớp 3-3 trường phổ thông Aoba. Ngày khai giảng, cô làm quen với Oga và Arata. Cô thường ăn trưa cùng họ và có thói quen bấm điện thoại thông minh khi rảnh rỗi. Giống Arata, An học khá tệ và điểm thấp hơn cả cậu. Cô và Arata nhiều lúc "tâm đầu ý hợp". Nhiều khi An và Arata tò mò chuyện tình cảm giữa Oga và Kariu dù Oga không hề biết tình yêu là gì. Cả hai từng thách Oga sẽ học chăm chỉ hơn nếu Oga hẹn hò với Kariu. Vào tuần lễ vàng, An và Oga đã đến học nhóm tại nhà Arata. Cô đã phát hiện bí mật của cậu và nhân lúc Oga đi vắng, cô đã "mỹ nhân kế" để thử lòng cậu. Nhưng Arata đã từ chối và vượt qua, cùng lúc đó thì Ryo đến nhà cậu can thiệp. Sau đó An đã giải thích cô là thành viên trong dự án và có nhiệm vụ giám sát. Chính cô là người đã chọn Arata làm đối tượng và đã thử Arata có vi phạm hợp đồng không. Cô đã không nhìn lầm cậu và bị Ryo nhắc nhở không được tiếp cận quá mức với đối tượng. An có tính cách dễ thương và nhí nhảnh, nhiều khi làm Ryo nổi điên vì làm những việc vượt qua quyền hạn của người giám sát với quan hệ của Arata. Trong công việc, An và Ryo luôn hiểu ý nhau và luôn trêu chọc Arata khi có cơ hội.

### Trường trung học Aoba

#### Học sinh
Kariu Rena (狩生 玲奈)
Lồng tiếng bởi: Tomatsu Haruka
Kariu Rena là nữ sinh lớp 3-3 trường phổ thông Aoba. Cô đã học cùng Oga Kazuomi suốt 3 năm phổ thông và là bạn thân của nhau. Kariu là cô gái luôn tỏ ra lạnh lùng và mạnh mẽ khiến Oga và Arata nhiều lúc bị ăn đòn khi chọc giận cô. Kariu có nhỏ bạn thân đội tuyển bóng chuyền Tamarai Honoka và luôn chia sẻ cũng nhu ăn trưa cùng Tamarai. Với cô, Chizuru và Tamarai chính là đối thủ mà cô phải cố gắng chăm chỉ vượt qua. Cô là một học sinh chăm chỉ luôn dẫn đầu lớp 2 năm liền cho đến khi Chizuru thắng cô trong đợi kiểm tra đầu học kỳ. Dù bề ngoài mạnh mẽ nhưng tâm hồn cô vô cùng nhạy cảm. Lý do mà Kariu muốn trở thành người đứng đầu lớp và nhận "chiếc ghim bạc" không phải vì đặc quyền của nó mà là muốn ở bên Oga. Chính vì vậy, khi Chizuru đi cùng Oga và nở "nụ cười thân thiện" (Chizuru muốn kết bạn nhưng cô có nụ cười vô cùng đáng sợ), Kariu tưởng cô khinh bỉ mình nên đã vô cùng tức tối. Một hôm, cô lấy túi đồ của Chizuru đem đi giấu thì bị Arata phát hiện. Kariu vội vã chạy đi và vấp cầu thang thì Arata đỡ cô, cả hai bị ngất và được Chizuru đưa vào phòng Y tế. Tại phòng Y tế, Kariu đã chia sẻ nỗi khổ tâm với Arata. Cô luôn cảm thấy dù chăm chỉ thì cô vẫn thua Chizuru về học tập và Tamarai về thể thao, thậm chí cô còn bị Chizuru "khinh bỉ". Arata đã giảng giải cho cô và nói Kariu rằng Chizuru muốn kết bạn với cô nhưng cô không biết cười. Sau đó, Kariu giáp mặt với Chizuru, cả hai đã giải tỏa mọi hiểu lầm và làm bạn với nhau. Kariu cũng thích Oga nhưng cậu không nhận ra do Oga không hiểu tâm lý con gái.
Ōga Kazuomi (大神 和臣)
Lồng tiếng bởi: Uchida Yūma
Oga Kazuomi là học sinh lớp 3-3 trường phổ thông Aoba. Cậu là một nam sinh có ngoại hình đẹp, học giỏi nhất lớp và vô cùng thông minh. Ngày đầu khai giảng, cậu làm quen với Arata và An cũng như đảm nhiệm trách nhiệm dạy kèm cho 2 người điểm dưới trung bình này. Oga dù thông minh nhưng lại rất khờ khạo trong tình yêu và tâm lý con gái, cậu không hề nhận ra Kariu thích mình. Với cậu, Kariu và mình như 2 người bạn thân từ xưa. Nhiều lần, Oga bị An và Arata bắt hẹn hò và tìm hiểu Kariu. Cậu luôn quan tâm và thân thiện với bạn bè chung quanh. Nhiều lần, cậu muốn mọi người gọi mình là "Kazu" (cách gọi tên thân mật của người Nhật) nhưng gọi "Oga" dễ hơn. Oga giống Arata ở điểm thể lực vô cùng yếu nên học thể dục luôn không đạt.
Tamarai Honoka (玉来 ほのか)
Lồng tiếng bởi: Akaneya Himika
Tamarai Honoka là nữ sinh năm 3 trường phổ thông Aoba và là đội trưởng đội bóng chuyền của trường. Cô vô cùng năng động và thân thiện với mọi người. Cô cũng là một tài năng trong bóng chuyền và là đối thủ đáng gờm của Kariu. Tamarai và Kariu là hai người bạn thân từ hồi cấp 2. Chính Kariu là người đã đưa cô đến niềm đam mê bóng chuyền và mỗi khi với Kariu thì cô rất vui và yêu bóng chuyền hơn. Tamarai được vào trường Aoba nhờ "suất học bổng thể chất" mặc dù cô học không tốt. Sở dĩ Tamarai có thể vào trường khác tốt hơn nhưng cô quyết định sẽ theo học cùng Asaji và Akira. Hai người họ là bạn thân từ thuở nhỏ của Tamarai và như hai người anh trai của cô. Sau đó, cô và Kariu làm bạn với Chizuru và ăn trưa cùng Chizuru mỗi ngày. Tamarai luôn ước khoảng thời gian vui vẻ bên bạn bè thời phổ thông học đường sẽ kéo dài mãi mãi.
Asaji Nobunaga (朝地 信長)
Lồng tiếng bởi: Namikawa Daisuke
Inukai Akira (犬飼 暁)
Lồng tiếng bởi: Sugiyama Noriaki

## Truyền thông

### Manga
Manga bắt đầu được xuất bản trên ứng dụng Comico vào năm 2013, sau đó được xuất bản thành sách vào năm 2014. Series được thêm vào trên dịch vụ stream manga Crunchyroll vào ngày 21 tháng 12 năm 2015. Tới ngày 5 tháng 3 năm 2018, Crunchyroll không còn đăng tải bộ truyện này nữa. Bộ truyện tranh kết thúc vào ngày 16 tháng 3 năm 2018.
Một vài chương mới cũng được Yayoiso xuất bản nhưng không được đăng bán trên amazon. Các độc giả có thể đọc miễn phí những tập này trên trang web chính thức Comico (NHN Japan) và nhiều trang khác. Báo cáo cuối cùng mang số 222 với cái tên: "Restart Life".

### Anime
Series webtoon này được thông báo vào ngày 13 tháng 2 năm 2015 là nó sẽ được chuyển thể thành anime truyền hình, lịch lên sóng bắt đầu từ mùng 2 tháng 7 năm 2016. Dàn nhân vật chính của bộ anime, thông tin phát sóng và key visual đầu tiên được tiến lộ tại hội chơ AnimeJapan năm 2016 vào ngày 26 tháng 3 năm 2016. TMS Entertainment đang sản xuất series, với Kosaka Tomo đạo diễn, Yokote Michiko và Hyodo Kazuho lo việc sắp xếp series, Yamanaka Junko thiết kế nhân vật, và Tsuboguchi Masayasu sáng tác nhạc. Tất cả 13 tập anime đều được stream trước khi lên sóng truyền hình trên ứng dụng ReLIFE Channel vào ngày 24 tháng 6 năm 2016. Crunchyroll phát hành tất cả các tập  anime cho thành viên premium vào ngày 1 tháng 7 năm 2016, trong đó các thành viên miễn phí có thể xem mỗi tập xuyên suốt các tuần tiếp theo. Anime được cấp phép tại Bắc Mỹ bởi Funimation.